# Oververzadigde oplossing

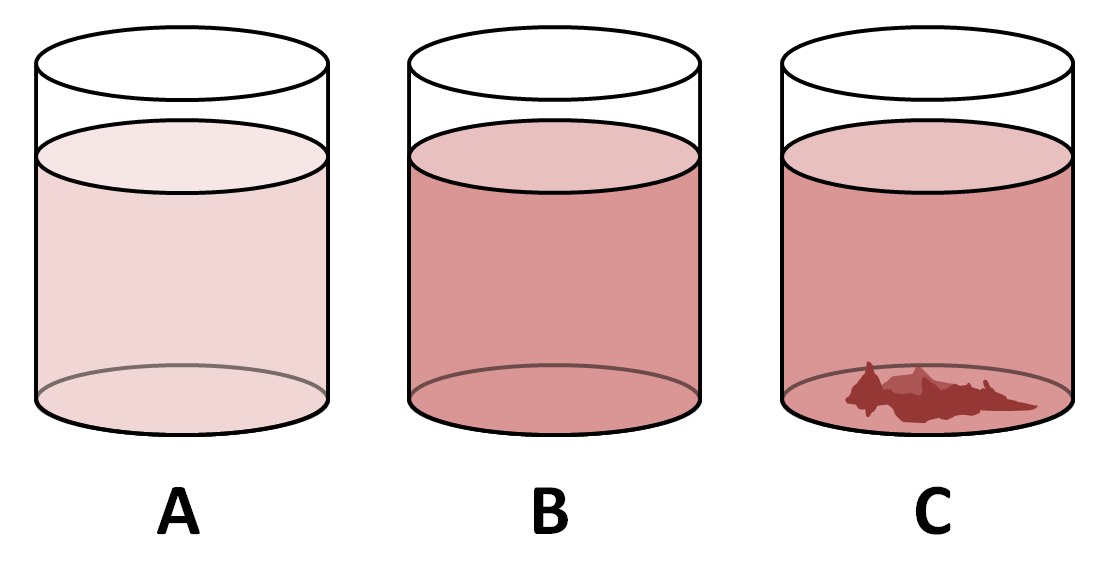
Illustratie van de verzadigingsgraad van een oplossing:
A. Onverzadigde oplossing
B. Verzadigde oplossing
C. Oververzadigde oplossing en neerslagvorming

Een oververzadigde oplossing is een oplossing die meer van het opgeloste materiaal bevat dan kan worden opgelost in normale omstandigheden. In de meteorologie is dit de situatie dat lucht meer waterdamp bevat dan deze bij een bepaalde temperatuur kan bevatten. 
Bij een oververzadigde oplossing geldt steeds:
{\displaystyle Q>K_{S}\,}
waarbij:
- Q het actuele ionenproduct in de oplossing voorstelt
- KS het oplosbaarheidsproduct is

Dat impliceert dat er te veel opgeloste stof aanwezig is, dus dat de actuele ionenconcentratie groter is dan de maximale capaciteit (uitgedrukt via het oplosbaarheidsproduct KS). Er zal bijgevolg neerslag optreden tot wanneer Q gelijk wordt aan KS. Dan spreekt men van een verzadigde oplossing.

## Toepassing bij kristallisatie
Oververzadiging is een in de praktijk toepasbare maat voor de drijvende kracht voor kristallisatie en wordt uitgedrukt in een concentratieverschil of een temperatuursverschil met de verzadigde oplossing.
{\displaystyle {\begin{matrix}\Delta T=T-T^{*}\\\Delta c=c-c^{*}\end{matrix}}}
In bovenstaande uitdrukkingen zijn {\displaystyle c^{*}} en {\displaystyle T^{*}} respectievelijk de concentratie en temperatuur van de verzadigde oplossing. De actuele concentratie en temperatuur worden gerepresenteerd door {\displaystyle c} en {\displaystyle T}.
Andere voorkomende uitdrukkingen zijn de dimensieloze verzadigingsverhouding:
{\displaystyle S={\frac {c}{c^{*}}}}
en de relatieve oververzadiging:
{\displaystyle \sigma ={\frac {c-c^{*}}{c^{*}}}={\frac {\Delta c}{c^{*}}}=S-1}